# Myrmeleon immanis
Myrmeleon immanis (лат.) — вид сетчатокрылых насекомых рода Myrmeleon из семейства муравьиные львы (Myrmeleontidae).

## Распространение
Степной вид: Украина, Россия, Казахстан, Китай, Монголия.

## Описание
Длина переднего крыла взрослых особей от 25 до 29 мм (крылья прозрачные, жилки светлые, буровато-жёлтые), длина брюшка от 15 до 20 мм (брюшко тёмно-коричневое); усики короткие булавовидные. Личинки роют норки в мелком песке и в пыли, на дне которых закапываются и поджидают добычу с открытыми челюстями.
Вид был впервые описан в 1853 году английским энтомологом Френсисом Уокером.
Таксон Myrmeleon immanis включён в состав рода Myrmeleon вместе с обыкновенным муравьиным львом (Myrmeleon formicarius) и отнесён к трибе Myrmeleontini из подсемейства Myrmeleontinae.